# جو داي-مين
جو داي-مين (هانغل: 주대민) هو لاعب كرة قدم كوري جنوبي في مركز الدفاع، ولد في 21 يناير 1988 في كوريا الجنوبية. لعب مع Saraburi United F.C. ‏.

## وصلات خارجية
- جو داي-مين على موقع قاعدة بيانات كرة القدم.إي يو (الإنجليزية)
- جو داي-مين على موقع Soccerway.com (الإنجليزية)